# Agave
Agave er en slægt af planter, der er udbredt i Caribien, Mexico og det sydvestlige USA. Agaveslægten rummer 221 arter, hvoraf kun et fåtal er i kultur som prydplante og endnu færre har et dansk navn. En del af dem bliver dog brugt som stueplanter i Danmark. Slægtsnavnet betyder fremragende eller storslået. Planterne er flerårige, urteagtige planter uden eller med en ganske kort overjordisk stængel. Bladene er samlet i tætte rosetter, hvori de enkelte blade er kødfulde til læderagtige, spidse og som regel med tornet rand. Planterne vokser i tropiske og subtropiske, tørre områder og er ofte sukkulente eller indeholder meget styrkevæv i bladene, så de ikke falder sammen under tørkeforhold. De store amerikanske agaver kaldes for "century plants" eller "Texas asparges" i deres hjemland. Det antyder, at der måske går 100 år før de blomstrer, det er måske lidt overdrevet, men det tager mange år. Når de blomstrer, dør de til gengæld efterfølgende.
| Arter |

- Agave attenuata
- Agave ghiesbreghti
- Agave lophantha
- Agave parviflora
- Almindelig agave (Agave americana)
- Arizonaagave (Agave arizonica)
- Dronning Victoria-agave (Agave victoriae-reginae)
- Sisalagave (Agave sisalana)
- Trådagave (Agave filifera)

## Galleri
- Agave americana
- Agave angustifolia
- Agave atrovirens
- Agave attenuata
- Agave bovicornuta
- Agave bracteosa
- Agave caribaeicola
- Agave chiapensis
- Agave chrysantha
- Agave colorata
- Agave deserti
- Agave desmettiana
- Agave filifera
- Agave flexispina
- Agave funkiana
- Agave gentryi
- Agave guiengola
- Agave guadalajarana
- Agave horrida
- Agave inaequidens
- Agave karwinskii
- Agave lechuguilla
- Agave macroacantha
- Agave mckelveyana
- Agave missionum
- Agave murpheyi
- Agave obscura
- Agave ocahui
- Agave ornithobroma
- Agave pachycentra
- Agave pacifica
- Agave palmeri
- Agave parrasana
- Agave parryi
- Agave parviflora
- Agave polianthiflora
- Agave potatorum
- Agave salmiana
- Agave sebastiana
- Agave shawii
- Agave shrevei
- Agave sisalana
- Agave striata
- Agave stricta
- Agave tequilana
- Agave toumeyana
- Agave utahensis
- Agave vilmoriniana
- Agave wercklei
- Agave victoriae-reginae
- Agave wocomahi
- Agave xylonacantha
- Agave ×arizonica

Anvendelse
Om sommeren kan de udmærket stå ude, ja i mange år helt til november, for de tåler en smule frost. Opbevares inden døre, tørt, køligt og lyst vinteren over. Nem formering ved sideskud, der fremkommer i stor mængde. De store planter kræver megen plads, og man skal helst ikke komme dem for nær. Hvis tornene på bladspidserne knækker, bliver bladene brune og kedelige at se på. 
Nogle af arterne bruges i Mexico til at lave Tequila og taverne af andre bruges til bast og tovværk (sisal).